# World Record
World Record – седьмой студийный альбом британской рок-группы Van der Graaf Generator, выпущенный в октябре 1976 года. В переиздание 2005 года включены бонусные треки.

## Об альбоме
World Record – последняя запись коллектива в классическом составе до воссоединения в 2005 году: Хью Бэнтон и Дэвид Джексон покинули группу в 1976-м, оставшиеся участники Van der Graaf Generator Питер Хэммилл и Гай Эванс через год выпустили лонгплей The Quiet Zone/The Pleasure Dome (совместно с Ником Поттером и Грэмом Смитом).

## Список композиций
Все песни написаны Питером Хэммиллом, за исключением указанных.

### Первая сторона
1. When She Comes – 8:02
2. A Place to Survive – 10:05
3. Masks – 7:01

### Вторая сторона
1. Meurglys III, the Songwriter's Guild – 20:50
2. Wondering (Хью Бэнтон, Хэммилл) – 7:23

### Бонусные треки (переиздание 2005 года)
1. When She Comes – 8:13
2. Masks – 7:23

Треки записаны для программы "The John Peel Show" на радио BBC Radio One 11 ноября 1976 года.

## Участники записи
- Питер Хэммилл – вокал, гитара, фортепиано
- Дэвид Джексон – саксофон, флейта
- Хью Бэнтон – орган
- Гай Эванс – ударные, перкуссия, тарелки